# Chinarocket
Die Chinesische Langer-Marsch-Raketen GmbH (chinesisch 中国长征火箭有限公司, Pinyin Zhōngguó Chángzhēng Huǒjiàn Yǒuxiàn Gōngsī), kurz 中国火箭 bzw. Chinarocket, ist eine kommerziell orientierte Tochtergesellschaft der Chinesischen Akademie für Trägerraketentechnologie (CALT).
Anders als der Name vermuten lässt, stellt die Firma keine Raketen der Familie „Langer Marsch“ her, sondern sie vermarktet und arrangiert Starts für die von der CALT hergestellten Feststoffraketen der Jielong-Familie, bislang nur im Inland (Stand 2022).
Der Hauptsitz der Firma befindet sich in der Beijing Economic and Technological Development Area in Yizhuang (亦庄地区), Stadtbezirk Daxing, ganz im Süden Pekings.

## Geschichte
Die Chinarocket geht auf die Asien-Pazifik Mobilfunksatelliten GmbH (中国亚太移动通信卫星有限责任公司) zurück, eine Tochtergesellschaft der Chinesischen Akademie für Trägerraketentechnologie, die diese am 27. März 1998 mit einem Stammkapital von 180 Millionen Yuan gegründet hatte. 
Die Firma mit Sitz im nördlichen Stadtbezirk Haidian von Peking hatte nichts mit Mobilfunksatelliten zu tun, sondern sollte der CALT dazu dienen, internationale Kontakte zu knüpfen und Import-Export-Geschäfte abzuwickeln. Konkret ging es damals um den Import von mechatronischen Komponenten.
Am 16. Februar 2016 gründete die China Space Sanjiang Group Corporation, ein Mischkonzern mit militärischer Ausrichtung, in Wuhan die CASIC Raketentechnologie GmbH, im Ausland besser bekannt als „ExPace“. Das Ziel jener Firma war die Weiterentwicklung der Kuaizhou-Feststoffraketen, die sich in direkter Konkurrenz zur Changzheng 11 der CALT befanden und befinden. Daraufhin wurde am 27. Mai 2016 die Mobilfunksatelliten GmbH in „Chinesische Langer-Marsch-Raketen GmbH“ umbenannt und, nun mit Firmensitz in Daxing, bei dem in der Beijing Economic and Technological Development Area ansässigen Büro der Staatlichen Marktüberwachungsbehörde angemeldet. Die Rechtsform der neuen Firma war weiterhin (und wie bei der ExPace) die sogenannte „GmbH im Staatsbesitz“, d. h. alleinige Gesellschafterin war – über die CALT und deren Muttergesellschaft, die China Aerospace Science and Technology Corporation – die Kommission zur Kontrolle und Verwaltung von Staatsvermögen.
Vorstandsvorsitzender blieb, wie schon seit dem 21. Dezember 2015, Li Li (李力), Generaldirektor Han Qingping (韩庆平).
Bei der Umfirmierung der Mobilfunksatelliten GmbH wurde der Unternehmensgegenstand der Chinarocket sehr breit formuliert, von Raketen und Raumflugkörpern über Import-Export von Waren und Technologien bis hin zu Spielzeug, Sportartikeln und Bürobedarf. Bei der Einweihung des neuen Firmensitzes in Yizhuang am 19. Oktober 2016 wurde Hao Zhaoping, damals stellvertretender Vorstandsvorsitzender der CALT, dann aber konkret. Prinzipiell sollte die Firma in drei Bereichen aktiv werden:
- Kommerzielle Satellitenstarts
- Suborbitalerfahrung für Kunden jeglichen Alters und Gesundheitszustands, von Simulation auf der Erde für Kinder und Senioren bis hin zu interkontinentalen Touristenflügen
- Bahnkorrektur-Dienstleistungen zur Lebensdauer-Verlängerung von Altsatelliten, Transport von Waren zwischen verschiedenen Orbits, Entsorgung von Weltraummüll[6]

Während die letzten beiden Bereiche noch in ferner Zukunft lagen – der beim Institut 10 der CALT geplante Suborbitalgleiter steht erst ganz am Anfang der Entwicklung – hatte man bei den Satellitenstarts schon recht genaue Vorstellungen. So sollten mit von der Chinesischen Akademie für Trägerraketentechnologie entwickelten Raketen ganze Satellitenkonstellationen mit einem einzigen Start ins All befördert werden, was erstmals am 15. September 2020 gelang, wo bei einem Seestart mit einer Changzheng 11H die aus neun Erdbeobachtungssatelliten bestehende Gaofen-03-Gruppe 1 des Jilin-Projekts in eine sonnensynchrone Umlaufbahn gebracht wurde.
Außerdem sollte die Chinarocket, ähnlich wie auf internationaler Ebene die China Great Wall Industry Corporation, individuell arrangierte Satellitenstarts, Satellitenstarts zu festgelegten Zeiten (zunächst einmal pro Jahr, später alle 90 Tage), sowie Mitfluggelegenheiten anbieten. Seinerzeit ging man davon aus, dass man bis zu 50 Raketen pro Jahr herstellen und starten könne. Zur Einordnung: Im Jahr 2016 starteten in China insgesamt 22 Raketen, 2018 und 2020 jeweils 39.
Auf einer Gesellschafterversammlung am 2. März 2018 fand eine kleinere Umstrukturierung der Firma statt. Aktivitäten mit Bezug zu Automobilen wurden aus dem Unternehmensgegenstand der GmbH gestrichen, Vorstandsvorsitzender wurde Liu Yu (刘宇), Han Qingping stieg zum stellvertretenden Vorstandsvorsitzenden auf, und neuer Generaldirektor wurde Tang Yagang (唐亚刚).
Bis dahin hatte die Firma noch keine Geschäfte betrieben. Am 31. Juli 2018 erklärte Tang Yagang jedoch der Presse gegenüber, dass man eine kleine vierstufige Feststoffrakete namens „Jielong-1“, also „Behender Drache“, entwickelte, die Nutzlasten mit einem Durchmesser von 1,1 m, einer Höhe von 1,5 m und einem Gewicht von 150 kg in eine sonnensynchrone Umlaufbahn von 700 km Höhe befördern könne. Die Firma könne die Rakete innerhalb von sechs Monaten nach Unterzeichnung des Vertrages liefern, die Startvorbereitungen nach Ankunft auf dem Kosmodrom würden nur 24 Stunden dauern.
Die Rakete hatte am 17. August 2019 ihren erfolgreichen Erstflug.
Bereits im Dezember 2018 hatte Tang Yagang im chinesischen Fernsehen enthüllt, dass es sich bei Jielong um eine ganze Serie von Trägerraketen handelte.
Um deren Entwicklung zu finanzieren, wurden am 28. August 2020 vier zusätzliche Gesellschafter in die Firma geholt und das Stammkapital um 22,05 % von 180 Millionen auf 219.682.540 Yuan erhöht. Bei dieser Gelegenheit wurde auch Liu Jian (刘建), der bei CALT unter anderem in führender Position an der Entwicklung der Trägerraketen Langer Marsch 3A und Langer Marsch 2F mitgewirkt hatte, zum Vorstandsvorsitzenden ernannt. Einer der neuen Gesellschafter, die Raumfahrtinvestitions GmbH (航天投资控股有限公司), ist eine Tochtergesellschaft der China Aerospace Science and Technology Corporation, der Muttergesellschaft der CALT. Die anderen drei Investoren halten nun 12,28 % der Firmenanteile.
Mit dem Wechsel von Tang Yagang zur neugegründeten Akademie für satellitengestützte Netzwerke im Frühjahr 2021 übernahm der stellvertretende Generaldirektor Jin Xin (金鑫), Projektleiter bei der Jielong-3, die Leitung des Tagesgeschäfts.

## Produkte
Die Chinarocket GmbH verfügt mit der Jielong-1 und der größeren Jielong-3 über zwei Produkte. Hier ein Vergleich der beiden Typen:
|                                             | Jielong-1                  | Jielong-3                   |
| ------------------------------------------- | -------------------------- | --------------------------- |
| Stufen                                      | 4                          | 4                           |
| Höhe                                        | 19,5 m                     | 31,8 m                      |
| Durchmesser                                 | 1,2 m                      | 2,65 m                      |
| Startmasse                                  | 23 t                       | 140 t                       |
| Nutzlast für 500 km SSO                     | 200 kg                     | 1500 kg                     |
| Innerer Durchmesser der Nutzlastverkleidung | wahlweise 1,1 m oder 1,4 m | wahlweise 2,9 m oder 3,35 m |
| Erstflug                                    | 17. August 2019            | 9. Dezember 2022            |

Der Vorteil, den Chinarocket als Staatsbetrieb bei diesen kommerziellen Projekten gegenüber privaten Mitbewerbern wie iSpace genießt, ist die jahrzehntelange Erfahrung der CALT im Raketenbau. Wie der damalige Generaldirektor Tang Yagang nach dem erfolgreichen Erstflug der Jielong-1 im chinesischen Fernsehen erläuterte, blickten die Ingenieure auf mehr als 300 (Stand 2022 mehr als 400) erfolgreiche Starts von Changzheng-Raketen zurück.
Die Komponenten der Raketen werden von der Akademie für Feststoffraketentriebwerkstechnik, der Akademie für Flüssigkeitsraketentriebwerkstechnik (die Lageregelungstriebwerke) und der Chinesischen Akademie für Trägerraketentechnologie in deren Werkstätten hergestellt; im September 2020 hatte die Chinarocket nur 54 sozialversicherungspflichtig Beschäftigte.
Zu Umsatz und Gewinn macht die Firma keine Angaben. Im Jahr 2019 lag der Preis pro Kilogramm Nutzlast bei 30.000 Dollar für einen Transport in einen sonnensynchronen Orbit,

wovon der Großteil natürlich an die Zulieferer abzuführen ist. Bei der Jielong-3 könnte man bei einer Produktion von 20 Raketen pro Jahr den Preis auf 10.000 Dollar pro Kilogramm senken.